# Karpatî, Muncaci
Karpatî (în ucraineană Карпати) este un sat în așezarea urbană Ciînadiiovo din raionul Muncaci, regiunea Transcarpatia, Ucraina.

## Demografie
Componența lingvistică a localității Karpatî
     Ucraineană (96,6%)
     Rusă (1,7%)
     Maghiară (1,28%)
Conform recensământului din 2001, majoritatea populației localității Karpatî era vorbitoare de ucraineană (96,6%), existând în minoritate și vorbitori de rusă (1,7%) și maghiară (1,28%).